# Nordkasachstan
Das Gebiet Nordkasachstan (kasachisch Солтүстік Қазақстан облысы Soltüstik Qasaqstan oblyssy, russisch Северо-Казахстанская область Sewero-Kasachstanskaja oblast) ist das kleinste der 14 Gebiete (Oblystar), in die die Republik Kasachstan unterteilt ist. Seine Hauptstadt ist Petropawl.

## Geografie

### Geografische Lage

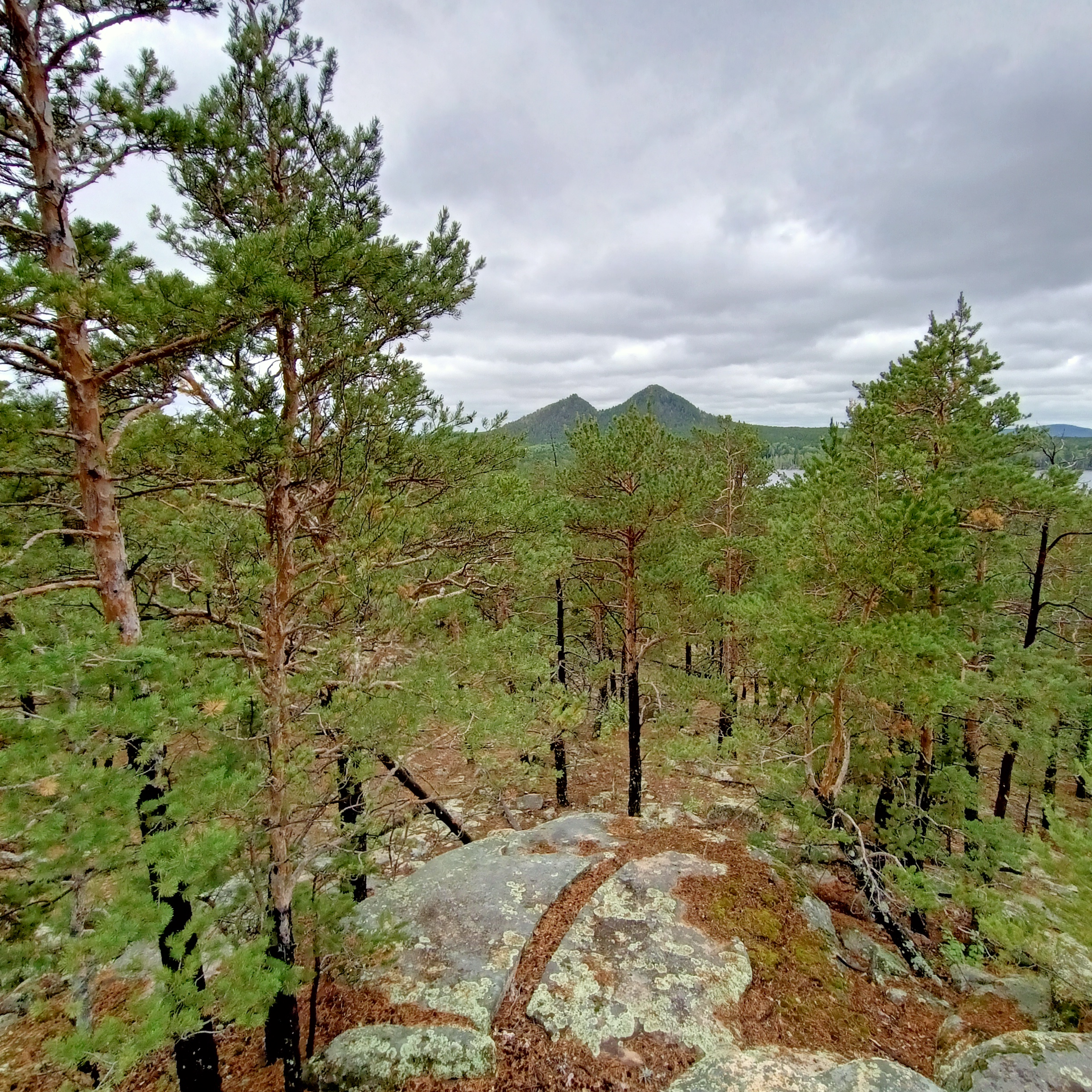
Kiefernwald in Nordkasachstan

Das Gebiet (Oblys) liegt im äußersten Norden des Landes und hat eine Fläche von 98.000 km² sowie 580.000 Einwohner. Es wird von Russland im Norden sowie den Gebieten Pawlodar im Osten, Aqmola im Süden und Qostanai im Westen begrenzt.
Nordkasachstan nimmt den südlichen Rand des Westsibirischen Tieflandes ein. Es ist in weiten Teilen durch sanfte Hügellandschaften geprägt. Der wichtigste Fluss Ischim mit seinem Nebenfluss Imanburlyq durchfließt das Gebiet, in dem seit der sogenannten „Neulandkampagne“ in den 1950er Jahren vorwiegend Weizen angebaut wird. Die Hauptstadt Petropawl liegt am Ischim nahe der russischen Grenze.
In der Oblys gibt es mehr als 1.000 Seen, in der Mehrzahl Süßwasserseen. Die größten sind der Schaglytenis, der Nord- und Südkak, der Akusch, der Taranköl und der Stanowoje. Nordkasachstan liegt in der Waldsteppen- und Steppenzone. In der Waldsteppe wachsen vor allem Birken und Espen und es gibt viele Sümpfe. Wälder nehmen acht Prozent des Territoriums ein.

### Nachbarstaaten und Gebiete
|          | Russland   |          |
| Qostanai |            | Pawlodar |
|          | Qaraghandy |          |

## Bevölkerung

### Volksgruppen
Dem kasachischen Zensus von 2009 nach teilt sich die Bevölkerung wie folgt auf: Ethnische Russen stellen 50,43 % der Bevölkerung, Kasachen 33 %, Ukrainer 5 %, Deutsche 3,5 %, Polen 2,5 %, Tataren 2,2 % und Weißrussen 1,15 %. 2,1 % entfallen auf sonstige Nationalitäten.
Der Anteil der Deutschen an der Gesamtbevölkerung ging seit 1989 von fast 10 % auf 3,5 % im Jahr 2009 zurück. Der Großteil der Deutschen in Kasachstan ist mittlerweile als Spätaussiedler nach Deutschland ausgewandert. Der Audany Tajynscha ist der Kreis innerhalb Nordkasachstans mit dem höchsten Anteil an Deutschen, die dort noch immer etwa 10 % der Bevölkerung stellen. Bemerkenswert ist auch die Größe der polnischen Minderheit im selben Rajon, die dort fast 22 % der Bevölkerung ausmacht.
| Volksgruppe     | VZ 1989 | VZ 1989 | VZ 1999 | VZ 1999 | VZ 2009 | VZ 2009 |
| Volksgruppe     | Anzahl  | %       | Anzahl  | %       | Anzahl  | %       |
| --------------- | ------- | ------- | ------- | ------- | ------- | ------- |
| Russen          | 469.636 | 51,49   | 361.461 | 49,79   | 300.849 | 50,43   |
| Kasachen        | 206.060 | 22,59   | 214.697 | 29,57   | 198.641 | 33,30   |
| Ukrainer        | 70.525  | 7,73    | 46.980  | 6,47    | 29.817  | 5,00    |
| Deutsche        | 86.716  | 9,51    | 41.157  | 5,67    | 20.800  | 3,49    |
| Polen           | 22.917  | 2,51    | 18.757  | 2,58    | 13.976  | 2,34    |
| Tataren         | 19.977  | 2,19    | 16.472  | 2,27    | 13.024  | 2,18    |
| Weißrussen      | 16.388  | 1,80    | 11.184  | 1,54    | 6.856   | 1,15    |
| Aserbaidschaner | 1.394   | 0,15    | 1.457   | 0,20    | 1.564   | 0,26    |
| Armenier        | 940     | 0,10    | 1.394   | 0,19    | 1.270   | 0,21    |
| Tschuwaschen    | 1.941   | 0,21    | 1.288   | 0,18    | 850     | 0,14    |
| Andere          | 24.925  | 2,71    | 11.133  | 1,53    | 9.883   | 1,65    |

### Einwohnerentwicklung
| Jahr  | Einwohner |
| ----- | --------- |
| 1939¹ | 541.527   |
| 1959¹ | 456.999   |
| 1970¹ | 873.916   |
| 1979¹ | 889.530   |
| 1989¹ | 921.416   |
| 1999¹ | 725.980   |
| 2000  | 713.628   |

| Jahr | Einwohner |
| ---- | --------- |
| 2001 | 702.623   |
| 2002 | 691.263   |
| 2003 | 682.148   |
| 2004 | 674.497   |
| 2005 | 665.936   |
| 2006 | 663.126   |
| 2007 | 660.950   |

| Jahr  | Einwohner |
| ----- | --------- |
| 2008  | 653.921   |
| 2009¹ | 597.530   |
| 2010  | 592.746   |
| 2011  | 589.308   |
| 2012  | 583.598   |
| 2013  | 579.636   |
| 2014  | 575.766   |

| Jahr | Einwohner |
| ---- | --------- |
| 2015 | 571.759   |
| 2016 | 569.507   |
| 2017 | 563.300   |
| 2018 | 558.584   |
| 2019 | 554.517   |
| 2020 | 548.755   |

¹ Volkszählungsergebnis

## Politik und Verwaltung

### Verwaltungsgliederung
Das Gebiet ist in 14 Bezirke (kasachisch Аудан Audan; russisch Район Rajon) unterteilt. Das Verwaltungszentrum Petropawl stellt dabei einen eigenen städtischen Bezirk dar. Weitere Städte im Gebiet Nordkasachstan sind Bulajew, Mamljut, Sergejew und Tajynscha.

Administrative Gliederung des Gebietes Nordkasachstan

| Audan                 | Fläche [km²] | Einwohner | Verwaltungssitz |
| --------------------- | ------------ | --------- | --------------- |
| Aiyrtau               | 9.600        | 30.821    | Saumalköl       |
| Aqqaiyng              | 4.710        | 17.449    | Smirnowo        |
| Aqschar               | 8.040        | 12.703    | Talschyq        |
| Ghabit Müssirepow     | 11.100       | 34.560    | Nowoischim      |
| Jessil                | 5.140        | 20.520    | Jawlewka        |
| Maghschan Schumabajew | 7.600        | 26.293    | Bulajew         |
| Mamljut               | 4.100        | 16.884    | Mamljut         |
| Petropawl (Stadt)     | 222          | 221.907   | Petropawl       |
| Qysylschar            | 6.150        | 46.474    | Besköl          |
| Schal Aqyn            | 4.840        | 17.215    | Sergejew        |
| Schambyl              | 7.460        | 17.187    | Presnowka       |
| Tajynscha             | 11.430       | 38.510    | Tajynscha       |
| Timirjasew            | 4.510        | 9413      | Timirjasewo     |
| Uälichanow            | 12.880       | 12.231    | Kischkeneköl    |
| Stand: 1. Januar 2025 |              |           |                 |

### Äkim (Gouverneur)
Liste der Gouverneure (kasachisch Әкім, Äkim) des Gebietes Nordkasachstan seit 1992:
| Nr. | Name                   | Amtszeit (Beginn)  | Amtszeit (Ende)   |
| --- | ---------------------- | ------------------ | ----------------- |
| 1   | Wladimir Hartmann      | 11. Februar 1992   | 19. Dezember 1997 |
| 2   | Danial Achmetow        | 19. Dezember 1997  | 12. Oktober 1999  |
| 3   | Qaschymurat Naghymanow | 13. Oktober 1999   | 17. Mai 2002      |
| 4   | Anatoli Smirnow        | 17. Mai 2002       | 24. Dezember 2003 |
| 5   | Tajyr Mansurow         | 24. Dezember 2003  | 9. Oktober 2007   |
| 6   | Serik Bilälow          | 9. Oktober 2007    | 22. Januar 2013   |
| 7   | Samat Jeskendirow      | 22. Januar 2013    | 27. Mai 2014      |
| 8   | Jerik Sultanow         | 27. Mai 2014       | 14. März 2017     |
| 9   | Qumar Aqsaqalow        | 14. März 2017      | 1. Dezember 2022  |
| 10  | Aidarbek Saparow       | 1. Dezember 2022   | 4. September 2023 |
| 11  | Ghaujes Nurmuchambetow | 23. September 2023 | amtierend         |